# Alipio de Tagaste
Alipio de Tagaste (n. siglo IV-siglo V d. C.) fue obispo de Tagaste en el actual país de Argelia hacia el año 394. Fue un amigo muy cercano de Agustín de Hipona, al que probablemente acompañó durante su conversión al cristianismo. Fue canonizado y su fiesta se celebra el 15 de agosto.

## Biografía
Alipio nació en Tagaste de una familia que se contaba entre las principales de la ciudad; desde muy joven entabló una afectuosa e íntima amistad con san Agustín. Después de haber estudiado retórica en Cartago marchó con él a Roma para estudiar derecho y de allí acompañó a Agustín a Milán.
En Roma resistió enérgicamente las pretensiones de un poderoso senador que intentó inducirlo a cometer ilegalidad, permaneciendo firme en su postura, ante el asombro universal, tanto a las amenazas como a los halagos, Su amistad con Agustín lo arrastró al maniqueísmo y con él experimentó el camino de retorno a la fe. Con Agustín; se retiró a Cassiciaco (en el actual comune de Cassago Brianza, en la Lombardía) donde participó en las disputas filosóficas y junto con él recibió el bautismo el 25 de abril de 387. Al año siguiente, Alipio regresó a África y se retiró a Tagaste con sus amigos a una vida cenobítica.
En 391 siguió a Agustín al monasterio que este había fundado en Hipona, luego viajó a Oriente, donde entabló amistad con Jerónimo. Fue apreciado por Paulino de Nola, quien admiraba su santidad y celo. Elegido obispo de Tagaste en 394, cuando Agustín todavía era sacerdote, permaneció al frente de esa diócesis durante casi cuarenta años: fue reformador del clero, maestro del monaquismo (santa Melania la Joven pasó siete años en Tagaste bajo su dirección) y defensor de la fe frente a los donatistas y pelagianos. En 411 participó en el Concilio de Cartago, y fue uno de los siete obispos católicos que defendieron la ortodoxia frente a la postura de los donatistas. En 416 participó en el Concilio de Milevo, en Numidia y a continuación junto con Agustín, Alipio de Tagaste y los obispos Auerlio y Evodio, envió una carta al papa Inocencio I exponiendo las conclusiones del concilio y pidiendo su confirmación.
En 418, en nombre del papa Zosimo, fue a Cesarea de Mauritania por asuntos eclesiásticos y participó en la disputa de Agustín con el obispo emérito donatista. Con motivo del debate sobre las doctrinas pelagianas, viajó varias veces a Italia, portador de obras agustinas dirigidas al papa Bonifacio.
Los últimos datos documentados de que se dispone lo sitúan en Roma, no siendo posible establecer el año de su muerte.

## Culto
Santo para la Iglesia Católica, fiesta el 15 de agosto. En el martirologio romano se lee: "Conmemoración de san Alipio, obispo de Tagaste en Numidia, en la Argelia de hoy, que fue primero alumno de san Agustín y luego compañero de conversión, colega en la pastoral, extenuante compañero  en las luchas contra herejía y finalmente participante de la gloria celestial".
Con el breve ''Alias a Congregatione'' del 19 de agosto de 1672, Clemente X concedió a los canónigos regulares y los ermitaños de San Agustín que pudieran celebrar el 16 litúrgicamente el 16 de mayo el culto de los santos Possidio de Calama y Alipio de Tagaste.